# Расселл (округ Бейфілд, Вісконсин)
Расселл (англ. Russell) — місто (англ. town) в США, в окрузі Бейфілд штату Вісконсин. Населення — 1553 особи (2020).

## Демографія
Згідно з переписом 2010 року, у місті мешкало 1279 осіб у 461 домогосподарстві у складі 338 родин. Було 574 помешкання
Расовий склад населення:
| - 74,5 % — корінних американців - 21,9 % — білих - 0,2 % — чорних або афроамериканців |

До двох чи більше рас належало 3,4 %. Частка іспаномовних становила 2,7 % від усіх жителів.
За віковим діапазоном населення розподілялося таким чином: 28,3 % — особи молодші 18 років, 62,8 % — особи у віці 18—64 років, 8,9 % — особи у віці 65 років та старші. Медіана віку мешканця становила 35,3 року. На 100 осіб жіночої статі у місті припадало 101,4 чоловіків;  на 100 жінок у віці від 18 років та старших — 102,4 чоловіків також старших 18 років.
Середній дохід на одне домашнє господарство  становив 47 157 доларів США (медіана — 43 696), а середній дохід на одну сім'ю — 46 794 долари (медіана — 39 375). Медіана доходів становила 35 417 доларів для чоловіків та 26 071 долар для жінок. За межею бідності перебувало 26,4 % осіб, у тому числі 36,9 % дітей у віці до 18 років та 12,6 % осіб у віці 65 років та старших.
Цивільне працевлаштоване населення становило 645 осіб. Основні галузі зайнятості: мистецтво, розваги та відпочинок — 27,0 %, освіта, охорона здоров'я та соціальна допомога — 19,4 %, публічна адміністрація — 15,2 %.